# 五条国永
五条 国永（ごじょう くになが、生没年不詳）は、平安時代中期の刀工。

## 経歴・人物
同時代の刀工五条兼永の子と伝わる。天喜年間頃に京都五条に住む。五条派の代表的刀工の一人で代表作に鶴丸の太刀がある。